# James Ryan (rugby à XV, 1983)
Pour les articles homonymes, voir James Ryan et Ryan.
Pas d'image ? Cliquez ici

a Compétitions nationales et continentales officielles uniquement.

b Matchs officiels uniquement.
Dernière mise à jour le 12 septembre 2015.
James Andrew Cheyne Ryan, né le 10 février 1983 à Christchurch, est un joueur de rugby à XV néo-zélandais. Il évolue au poste de deuxième ligne (2m-114 kg).
Ce seconde ligne international néo-zélandais a remporté le Tri nations 2005 avec l'équipe de Nouvelle-Zélande.

## Biographie
Né à Christchurch, James Ryan fait partie des sélections de jeunes équipe de Nouvelle-Zélande entre 2000 et 2002, qui remporte des trophées mondiaux dans leur catégories d'âge. On détecte en lui un grand potentiel. En 2002, il fait ses débuts pour la province d'Otago et en 2005, il débute dans la franchise des Highlanders dans le Super 12 et dispute 28 matchs.
Il fait ses débuts internationaux avec les All Blacks contre les Fidji le 10 juin 2005 et participe au Tri nations 2005. James Ryan est aligné comme titulaire lors de la tournée européenne des All Blacks contre l'Écosse et le Pays de Galles. En avril 2007, il contracte une sérieuse blessure au genou qui nécessite trois opérations en douze mois. En mars 2008, il annonce qu'il résilie son contrat avec Otago et arrête pour un temps indéterminé sa carrière en rugby.

## Palmarès

### En club
- Nombre de matchs de Provinces : 9
- Nombre de matchs de Super 12 : 28

### En équipe nationale
- Vainqueur du Tri-nations en 2005.

## Statistiques

### En équipe nationale
James Ryan compte neuf sélections avec les All Blacks entre le 10 juin 2005 contre les Fidji  et le 25 novembre 2006 contre le Pays de Galles. Avec les Kiwis, il participe à une édition du Tri-nations en 2005.